# ヨハン・ルドルフ・ツムシュテーク

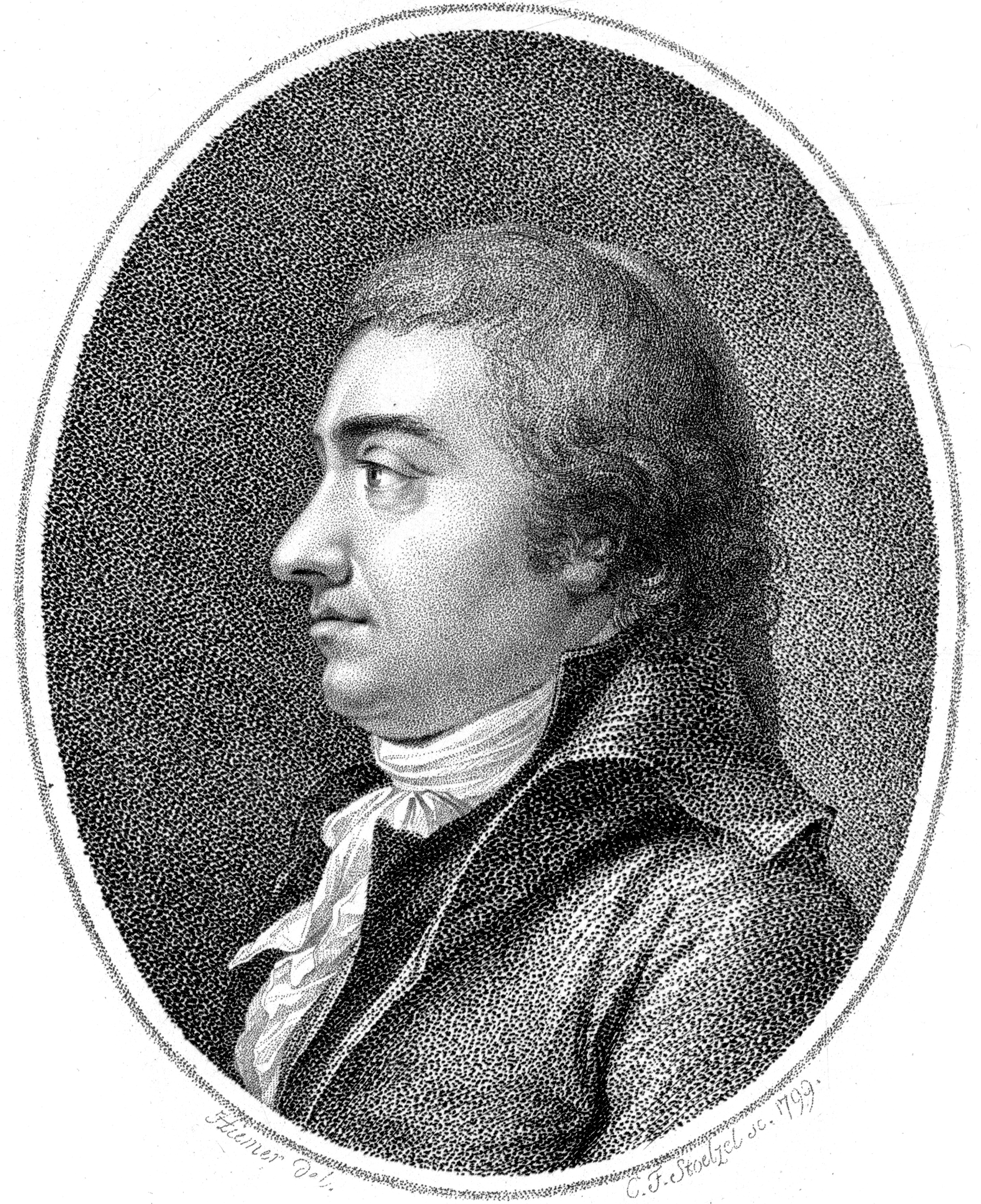
ヨハン・ルドルフ・ツムシュテークの肖像（クリスティアン・フリードリヒ・シュテルツェルによる銅版画）

ヨハン・ルドルフ・ツムシュテーク（Johann Rudolf Zumsteeg, *1760年1月10日 ザクセンフルーア - †1802年1月27日 シュトゥットガルト）はドイツの作曲家・宮廷楽長。シュトゥットガルトを拠点に作曲家や合唱指揮者・音楽教師として活躍したエミーリエ・ツムシュテークの父親である。

## 略歴
ヴュルッテンベルク公爵の近侍の息子として生まれ、10歳で、元々は彫刻を学ぶためにシュトゥットガルトのカール高等学校に入学する。しかしながら顕著な楽才が認められたために、結果的に音楽教育を受けた。ヨハン・フリードリヒ・ゾイベルトとエーベルハルト・マルテッレにチェロを、アゴスティーノ・ポーリに作曲を師事した。在学中にフリードリヒ・シラーと知り合いになって親交を結び、後にツムシュテークはシラーの数々の詩に曲付けをした。シラーの戯曲『盗賊 “Die Räuber”』（1782年）への曲付けは、ツムシュテークが卓越した詩人とどのような共同作業を行なったのかの好例である。
1781年にカール学校を修了すると、チェリストとして宮廷楽団に就職した。1783年にルイーゼ・アンドレーエと結婚して7児を儲ける。1785年には母校カール高等学校の教員となり、1791年には宮廷劇場でドイツ音楽の指揮者に任命されており、在任中に、カール高等学校の音楽・舞踊研究科の監督も務めた。翌1792年に公爵付きのコンサートマスターの肩書を授与され、旧師アゴスティーノ・ポーリの後任として宮廷楽長に就任した。
1802年に42歳で脳卒中のために夭折した。
活動の絶頂においてツムシュテークはシュヴァーベンの宮廷と密接な関係を持っており、1791年には、クリスティアン・フリードリヒ・ダニエル・シューベルトの死去により空席となった楽長職に任命されている。在任中のツムシュテークは、宮廷を支配するイタリア音楽の影響力に遭遇し、ドイツ人作曲家を擁護した。最終的に1802年に死去する際に有した地位は、宮廷楽団のコンサートマスターであった。ツムシュテークは、シュトゥットガルトにおけるモーツァルトの歌劇の擁護者でもあり、《ドン・ジョヴァンニ》や《コシ・ファン・トゥッテ》、《魔笛》のシュトゥットガルト初公演を実現させた。

## 作品
作品は歌劇や合唱曲にまで及んでいる。ツムシュテークがドイツ語の歌曲の発展にとりわけ歴然たる影響力を及ぼしたことは、繰り返し論じられてきた。ツムシュテークはリートやバラードの多作家であり、とりわけバラードは、カール・レーヴェや、若き日のフランツ・シューベルトに多大な影響を及ぼした（十代のシューベルトは、習作としてツムシュテークの声楽曲をふんだんに摸作している）。
ツムシュテークのおそらく最も名高い作品は、1800年から1805年にかけてブライトコプフ・ウント・ヘルテル社により出版された、7巻からなる『小歌曲集とバラード集（Kleine Lieder und Balladen ）』である。この曲集はドイツで高い人気を勝ち得て、1830年代まで有名であった。
2009年にエイジ・オブ・インライトゥメント管弦楽団によって《チェロ協奏曲》の録音が発表された。

### 歌劇
- タタールの掟 “Das tatarische Gesetz” （1780年）
- 幽霊島 “Die Geisterinsel” （1798年）
- “Elbondocani” （1803年）
- 盗賊の歌 “Räuberlieder”

### メロドラマ
- クジャク祭り “Das Pfauenfest” （1801年）
- タミーラ “Tamira” （1788年）

### バラード（歌曲）
- レオノーレ “Leonore”
- タウベンハインの牧師の娘 “Des Pfarrers Tochter von Taubenhain”
- 贖罪する女　“Die Büßende”
- かどわかし “Die Entführung”
- 真実の歌 “Das Lied von der Treue”
- 騎士トッゲンブルク “Ritter Toggenburg”